# 広島県総合グランドラグビー場

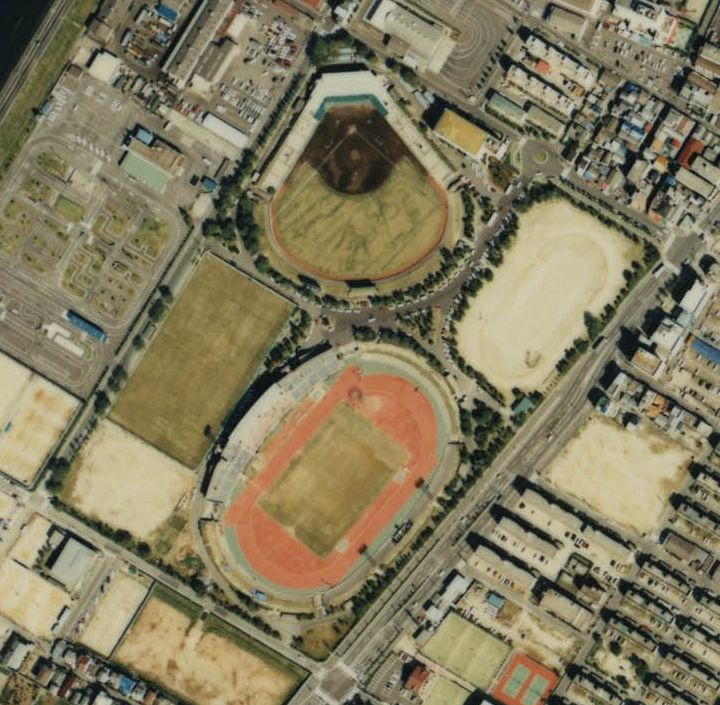
1988年。

広島県総合グランドラグビー場（ひろしまけん・そうごうグランド・ラグビーじょう）は、広島県広島市西区の広島県総合グランド内にあるラグビー競技場。
施設は県が所有し、2021年（令和3年）4月以降、ミズノ・（公財）広島県教育事業団・ミズノスポーツサービス・ユニサス・三栄産業で構成される「ひろしま未来創造パートナーズ」が指定管理者となり運営管理を行っている。

## 概要
1951年の広島国体でラグビー会場で使用され、全国高等学校ラグビーフットボール大会広島県決勝が毎年ここで行われる。また、マツダスカイアクティブズ広島および中国電力レッドレグリオンズが公式戦に使用している他、サンフレッチェ広島の下部組織の練習会場にも使われている。

### 施設命名権
施設の命名権をコカ・コーラウエストホールディングスが取得し、2008年（平成20年）4月1日より呼称を「Coca-Cola West 広島総合グランドラグビー場」としていた。
その後、組織再編でコカ・コーラボトラーズジャパンホールディングスとなった事に伴い、2018年（平成30年）4月1日からは、「コカ・コーラボトラーズジャパン広島総合グランドラグビー場」としていた。2020年（令和2年）3月31日をもって命名権契約が終了し、4月1日より「広島県総合グランドラグビー場」に名称を戻していた。
同年10月1日より、BMWの中国地方の販売代理店（正規ディーラー）「バルコム」が広島県総合グランド全体の命名権を取得し、、「Balcom BMWラグビースタジアム」（バルコム・ビーエムタブリュー・ラグビースタジアム）の呼称を用いることになった。

## 施設概要
- フィールド：天然芝、142.9m×77m
- 収容人数：1100人（メインスタンドのみ）
- 得点板

## 総合グランド内その他の施設
- 広島県総合グランド
  - 広島県総合グランドメインスタジアム
  - 広島県総合グランド野球場
  - 広島県総合グランド補助競技場（日本陸上競技連盟第5種公認）
  - 広島県総合グランド運動場（多目的広場）